# Литвинко, Алла Степановна
Алла Степановна Литвинко (31.03.1964 г., Кировоград, Украинская ССР, СССР) — украинский историк науки и техники, доктор исторических наук (2009), кандидат физико-математических наук (1997), ведущий научный сотрудник Центра исследований научно-технического потенциала и истории науки (ЦИПИН) им. Г. М. Доброва HAH Украины, член Международного комитета по истории технологии и Европейского общества истории науки. Специалист в области истории статистической физики, истории научных школ, истории HAH Украины, преподавания историко-научных дисциплин в высшей школе.

## Биография
В 1986 с отличием окончила механико-математический факультет Киевского национального университета им. Тараса Шевченко. В 1997 защитила кандидатскую диссертацию «Историко-научный анализ формирования и развития киевской школы математической и теоретической физики Н. Н. Боголюбова», а в 2009 — докторскую диссертацию «Становление и развитие статистической физики на Украине (30-60-е гг. XX ст.)».
Принимала участие во многих международных форумах, в частности, XXIII Международном конгрессе по истории науки и техники (Будапешт, Венгрия, 2009), Конгрессах международного комитета по истории технологии (Санкт-Петербург, Россия, 2003; Бохум, Германия, 2004; Лестер, Великая Британия, 2006; Копенгаген, Дания, 2007; Тампере, Финляндия, 2010; Глазго, Канада, 2011), Конференциях Европейского общества истории науки (Вена, Австрия, 2008; Барселона, Испания, 2010), Конгрессе Европейской физической образовательной сети (Варна, Болгария, 2003); Международных конференциях «Женщины в естественных науках и технике» (Бремен 2005, Кёльн 2006, Германия), Международной летней школе по истории науки (Упсала, Швеция, 2006) и др.
Является членом редколлегий ряда научных изданий, в частности, международного журнала «Наука и науковедение», ежегодника «Очерки истории естествознания и техники» и др., а также членом программных комитетов ряда научных форумов, включая XXV Международный симпозиум по науковедению и истории науки «Творческое наследие В. И. Вернадского в исследовании науки и её организации: из прошлого через настоящее — в будущее».

## Научные сочинения
Автор около 100 научных работ, среди которых 2 индивидуальные монографии:
- «Становлення статистичної фізики в Україні (30-40 рр. XX ст.)» — К: Фенікс, 2009.
- «Микола Миколайович Боголюбов та статистична фізика в Україні» — К: Академперіодика, 2009.